# Athyreus hemisphaericus
Athyreus hemisphaericus is een keversoort uit de familie cognackevers (Bolboceratidae). De wetenschappelijke naam van de soort werd in 1902 gepubliceerd door Antoine Boucomont.